# Liuksiuguiun
Liuksiuguiun (en rus: Люксюгюн) és un poble de la República de Sakhà, a Rússia, segons el cens del 2021 tenia 228 habitants. Pertany al districte de Sangar.